# Alejandro Castro Hernández
Alejandro Castro Hernández (Nicolás Romero, Estado de México, 11 de agosto de 1980) es un político mexicano, miembro del Partido Revolucionario Institucional. Se desempeñó como Delegado del Programa PROSPERA en el Estado de México. Ha sido presidente municipal de Nicolás Romero, en el período de 2009 a 2012 y ha sido elegido como diputado del Congreso del Estado de México por el Distrito XLIV del Estado de México para los períodos 2006 a 2009 y 2012 a 2015.
Estudió licenciatura en Administración de Empresas en el Tecnológico de Monterrey Campus Estado de México y realizó su maestría en la Universidad Anahuác.

## Carrera política
En el 2012 fue elegido diputado local por el Distrito XLIV para el período 2012-2015; siendo nombrado presidente de la Comisión de Planeación y Gasto Público de la LVIII Legislatura del Congreso del Estado de México. Alejandro Castro pidió licencia ante la comisión permanente del Honorable Congreso Local para ausentarse del cargo.
En la contienda electoral de 2009 para renovar Ayuntamientos en el Estado de México, encabezó la Planilla del Partido Revolucionario Institucional, siendo electo como presidente municipal Constitucional de Nicolás Romero, para el período 2009-2012.
En 2006 participó como candidato y fue elegido diputado local del PRI por el Distrito XLIV (Nicolás Romero, Isidro Fabela y Jilotzingo), a la LVI Legislatura del Congreso del Estado de México 2006-2009. En dicha legislatura fue integrante de las Comisiones Legislativas de Desarrollo Económico, Industrial, Comercial y Minero; de Trabajo, Previsión y Seguridad Social; de Protección Civil, así como de Juventud y Deporte.

## Distinciones
Condecorado con la Presea “Fidel Velázquez”  por la Universidad  Tecnológica Fidel Velázquez en abril de 2014.
Integrante del Consejo Directivo del Instituto de Seguridad Social del Estado de México y Municipios (ISSEMYM) para el periodo 2014-2015.
Profesor en el Centro Universitario Valle de México de la Universidad Autónoma del Estado de México (UAEM).
Integrante del Consejo Directivo del Instituto de Administración Pública del Estado de México (IAPEM) para el periodo 2013-2016.
Premio Nacional al Buen Gobierno Municipal 2012, por la Federación Nacional de Municipios de México (FENAMM).
Integrante y Coordinador Nacional de Enlace con expresidentes Municipales de la Federación Nacional de Municipios de México (FENAMM). 
Miembro de la Asociación de Municipios de México A.C. (AMMAC).